# Зональна Станція
Зона́льна Ста́нція (рос. Зональная Станция) — селище у складі Томського району Томської області, Росія. Адміністративний центр Зональненського сільського поселення.

## Населення
Населення — 5813 осіб (2010; 5035 у 2002).
Національний склад (станом на 2002 рік):
- росіяни — 93 %